# Wissadula boliviana
Wissadula boliviana är en malvaväxtart som beskrevs av R. E. Fries. Wissadula boliviana ingår i släktet Wissadula och familjen malvaväxter. Inga underarter finns listade i Catalogue of Life.